# Spiesen-Elversberg
Spiesen-Elversberg är en kommun i Landkreis Neunkirchen i förbundslandet Saarland i Tyskland.
De tidigare kommunerna Spiesen och Elversberg uppgick i den nya Spiesen-Elversberg 1 januari 1974.